# Tazarine
Tazzarine è un piccolo comune del Marocco, nella provincia di Zagora, nella regione di Drâa-Tafilalet. Gli abitanti di Tazzarine appartengono alle tribù berbere dell'Atlante  (Ait Atta, Ait Menad, Igurramen, Ismkhan, Ait Sedrart).
Il nome Tazzarine è il plurale di Tazart, che nella lingua berbera significa fichi; questo nome venne dato alla città perché un tempo era piena di queste piante.

## Villaggi

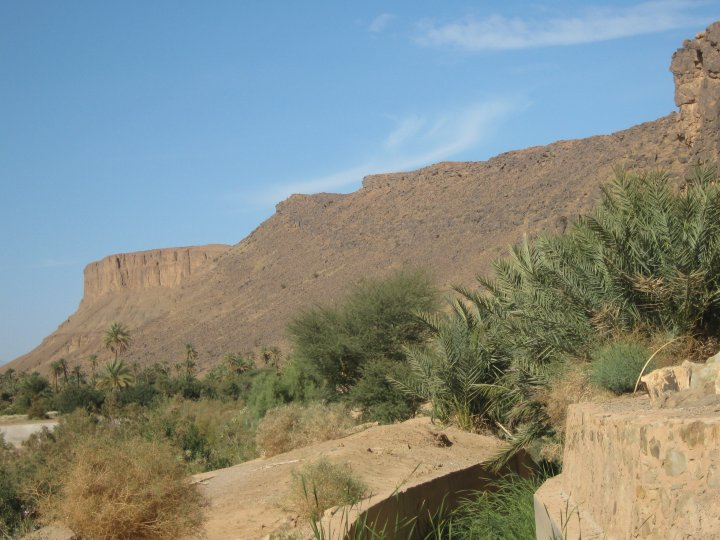
Tazarine

- Souk Aqdim
- Boubri
- Ait Sidi Ali
- Sherfa
- Izakhnniwn